# Кутилов, Аркадий Павлович
Арка́дий Па́влович Кути́лов (имя при рождении Адий, 30 мая 1940, деревня Рысья, Иркутская область — июнь 1985, Омск) — русский поэт, прозаик, художник.

## Биография
Потеряв мужа (сразу же после войны), мать будущего поэта переезжает с двумя сыновьями на свою родину в Колосовский район Омской области в село Бражниково. Здесь и прошли детство и юность Аркадия. Особое место в его становлении занимали учительница русского языка и библиотекарь (была для подростка помощником в выборе книг). В бражниковской библиотеке Аркадий обнаружил маленький томик Марины Цветаевой и, благодаря этому случаю, впервые познакомился с опальной поэзией. Сила и образность цветаевского слова пробудили в нём неугасимый интерес к поэзии. Первые стихи появились примерно в 1957 (до семнадцатилетнего возраста основным увлечением была живопись). Начал со стихов, содержание которых определялось обобщающим названием «таёжная лирика».
В начале 1960-х годов жизненный путь юноши определился армейской службой в городе Смоленске, где он как начинающий поэт вошёл в литературное объединение, участвовал в семинарах и был замечен Твардовским. Стихи А. Кутилова появились в областных и армейских газетах. Роковое событие наложило отпечаток на всю его дальнейшую судьбу. Аркадий и группа солдат устроили на территории части кутёж, пили антифриз. В живых остался один Кутилов. В результате он был демобилизован по болезни. Вернулся в село Бражниково. Об этом периоде поэт написал в сохранившихся автобиографических набросках:

В подавленном состоянии, потеряв интерес ко всему, я жил в деревне, считая, что жизнь прошла мимо. Самое яркое событие того времени — это момент, когда я впервые серьёзно оценил водку. Работал корреспондентом районной газеты, неумеренно пил, распутничал и даже не пытался исправить положение.
В эти времена он работал в редакции районной газеты «Вымпел», но после нескольких месяцев был уволен за пьянство. И он уходит в творческую работу — пишет стихи и переезжает в Омск.
1965 — стихи Аркадия Кутилова впервые появляются на страницах омской газеты «Молодой сибиряк».
1967 — умирает мать (похоронена в Бражниково)

Наивная индустрия —

двухтрубный маслозавод…

…Ах, мама моя Мария,

зачем умерла в тот год?!.
После смерти матери Аркадий Кутилов с молодой женой и сыном уехал в места своего рождения, иркутские земли. Работал в районной газете, много времени проводил в разъездах.
1969 — создан прозаический цикл «Рассказы колхозника Барабанова». Цикл публиковался фрагментами: полностью опубликовано после смерти (в 1989 в альманахе «Иртыш»). Семейный разлад заставил А. Кутилова вернуться в Омскую область.
Некоторое время он вёл кочевой образ жизни сельского журналиста, работал в районных газетах, нигде подолгу не задерживаясь. После смерти брата перебирается в Омск и оказывается как литератор невостребованным.
Начался бродяжий период протяжённостью в семнадцать лет: его домом и рабочим кабинетом стали чердаки, подвалы, узлы теплотрасс.

…Мир тоскует в транзисторном лепете,

люди песни поют не свои…

А в Стране дураков стонут лебеди,

плачут камни и ржут соловьи…
Вследствие ярко выраженной социальной неадаптивности и психологической неадекватности литератор подвергался принудительному психиатрическому лечению, а также, в соответствии с законодательством СССР, привлекался к ответственности за тунеядство и бродяжничество.
1971 — находился в заключении, написал повесть «Соринка» (впервые опубликована в альманахе «Иртыш» за 1997 год).
Начиная с середины 1970-х Кутилов писал без всякой надежды увидеть свои творения напечатанными: даже на само его имя наложили запрет. Причина — крамольные стихи, скандалы (литературные и политические), эпатажные «выставки» картин и рисунков в центре города; «глумление» над советским паспортом, страницы которого поэт исписал стихами.
Конец июня 1985 — поэт обнаружен мёртвым в сквере около Омского транспортного института. Обстоятельства смерти не выяснялись и остались невыясненными. Труп его в морге оказался невостребованным. Место захоронения поэта долгое время оставалось неизвестным. Найти его удалось только в 2011 году благодаря усилиям Нэлли Арзамасцевой, директора Музея А. Кутилова, расположенного в школе № 95. В октябре 2013 года на могиле поэта (это братская могила, где вместе с А. Кутиловым похоронено ещё 9 неизвестных) установлен памятник (на Ново-Южном кладбище Омска).

«Замечательные молодые омские художники Владимиров, Клевакин, Герасимов буквально зачитали меня стихами Кутилова, так и не замеченного столичными журналами и критиками. Действительно, в городе Л. Мартынова жил и другой, достойно неоценённый нами при жизни поэт.»— Е. Евтушенко
По мнению омского журналиста Геннадия Великопольского, Кутилов был одним из самобытнейших русских поэтов XX века.

## Память
- В Свердловском государственном академическом театре драмы[5] поставлен спектакль «Магнит» — первое театральное воплощение жизни Аркадия Кутилова. Премьера состоялась 10 сентября 2021 года.
- В Омском академическом театре драмы поставлена пьеса «Магнит. Омская история»[6], посвящённая Кутилову. Премьера состоялась 1 октября 2023 года.
- Рукописи и рисунки поэта хранятся в фонде личных архивов Городского музея «Искусство Омска»[7]. (дар друга и биографа А. Кутилова Геннадия Великосельского)
- На бульваре Мартынова в Омске 30 июля 2010 года в рамках празднования дня города установлен мемориальный камень поэту[8].
- К 70-летию поэта микроминиатюрист Анатолий Коненко издал микрокнигу[9].
- Информационно-библиографический отдел Омской государственной областной научной библиотеки имени А. С. Пушкина подготовил биобиблиографический указатель к 70-летию поэта[10].
- В деревне Бражниково Омской области открыт музей Кутилова.
- 30 мая 2024 года в сквере напротив ОмГУПСа появился памятник омскому поэту, прозаику и художнику Аркадию Кутилову, где он «сидит» на той самой лавочке, на которой скончался в 1985 году.